# Einband-Europameisterschaft 1969

Logo CEB (ausrichtender Verband)

Veranstaltungsort: Alghero

Die Einband-Europameisterschaft 1969 war das 17. Turnier in dieser Disziplin des Karambolagebillards und fand vom 23. bis zum 26. Mai 1969 in Alghero auf Sardinien statt. Es war die zweite Einband-Europameisterschaft in Italien.

## Geschichte
Raymond Ceulemans wurde auf Sardinien zum wiederholten mal ungeschlagen Einband-Europameister. Den wie gewohnt für ihn besten Generaldurchschnitt (GD) holte aber diesmal sein junger Landsmann Ludo Dielis, der den zweiten Platz belegte vor dem Niederländer Hans Vultink. Der Deutsche Meister Norbert Witte belegte einen guten vierten Platz. Für Österreich startete der Cadre-Spezialist Franz Stenzel und wurde am Ende sechster.

## Turniermodus
Es wurde zwei Gruppen à fünf Spieler gebildet. Hier wurde im Round Robin System bis 200 Punkte gespielt. Die beiden Gruppenletzten schieden aus. Die ersten drei spielten gegeneinander, wobei die Gruppenergebnisse übernommen wurden.
Bei MP-Gleichstand wird in folgender Reihenfolge gewertet:
1. MP = Matchpunkte
2. GD = Generaldurchschnitt
3. HS = Höchstserie

## Vorrundentabellen
| MP    | Match Points (Sieger = 2; Unentschieden = 1; Verlierer = 0) |
| Pkte. | Erzielte Karambolagen                                       |
| Aufn. | Benötigte Versuche                                          |
| GD    | Generaldurchschnitt                                         |
| BED   | Bester Einzeldurchschnitt eines Spielers                    |
| HS    | Höchstserie                                                 |
|       | Bester GD des Turniers                                      |
|       | Bester ED des Turniers                                      |
|       | Beste HS des Turniers                                       |
|       | 1. Platz (Gold)                                             |
|       | 2. Platz (Silber)                                           |
|       | 3. Platz (Bronze)                                           |

| Platz | Name              | MP  | Pkte | Aufn. | GD    | BED   | HS |
| ----- | ----------------- | --- | ---- | ----- | ----- | ----- | -- |
| 1     | Raymond Ceulemans | 8:0 | 800  | 71    | 11,26 | 20,00 | 76 |
| 2     | Hans Vultink      | 6:2 | 705  | 104   | 6,77  | 7,14  | 45 |
| 3     | Franz Stenzel     | 2:6 | 526  | 181   | 2,90  | 3,22  | 35 |
| 4     | Maurice Coyret    | 2:6 | 481  | 172   | 2,69  | 2,81  | 14 |
| 5     | Erwin Zanetti     | 2:6 | 513  | 204   | 2,51  | 2,70  | 12 |

| Platz | Name            | MP  | Pkte | Aufn. | GD    | BED   | HS |
| ----- | --------------- | --- | ---- | ----- | ----- | ----- | -- |
| 1     | Ludo Dielis     | 8:0 | 800  | 71    | 11,26 | 18,18 | 87 |
| 2     | Norbert Witte   | 4:4 | 637  | 119   | 5,35  | 8,33  | 49 |
| 3     | Alejandro Munoz | 4:4 | 639  | 122   | 5,23  | 6,89  | 54 |
| 4     | Egidio Vieira   | 2:6 | 514  | 110   | 4,67  | 5,55  | 40 |
| 5     | Antonio Oddo    | 2:6 | 536  | 136   | 3,94  | 5,12  | 23 |

## Abschlusstabelle
| MP    | Match Points (Sieger = 2; Unentschieden = 1; Verlierer = 0) |
| Pkte. | Erzielte Karambolagen                                       |
| Aufn. | Benötigte Versuche                                          |
| GD    | Generaldurchschnitt                                         |
| BED   | Bester Einzeldurchschnitt eines Spielers                    |
| HS    | Höchstserie                                                 |
|       | Bester GD des Turniers                                      |
|       | Bester ED des Turniers                                      |
|       | Beste HS des Turniers                                       |
|       | 1. Platz (Gold)                                             |
|       | 2. Platz (Silber)                                           |
|       | 3. Platz (Bronze)                                           |

| Platz                     | Name              | MP   | Pkte. | Aufn. | GD    | BED   | HS |
| ------------------------- | ----------------- | ---- | ----- | ----- | ----- | ----- | -- |
| 1                         | Raymond Ceulemans | 14:0 | 1400  | 116   | 12,06 | 20,00 | 80 |
| 2                         | Ludo Dielis       | 12:2 | 1366  | 111   | 12,30 | 18,18 | 87 |
| 3                         | Hans Vultink      | 9:5  | 1183  | 159   | 7,44  | 16,66 | 78 |
| 4                         | Norbert Witte     | 6:8  | 936   | 189   | 4,95  | 8,33  | 49 |
| 5                         | Alejandro Munoz   | 5:9  | 1175  | 206   | 5,70  | 6,89  | 54 |
| 6                         | Franz Stenzel     | 4:10 | 994   | 275   | 3,61  | 6,25  | 36 |
| 7                         | Egidio Vieira     | 2:6  | 514   | 110   | 4,67  | 5,55  | 40 |
| 8                         | Antonio Oddo      | 2:6  | 536   | 136   | 3,94  | 5,12  | 23 |
| 9                         | Maurice Coyret    | 2:6  | 481   | 172   | 2,69  | 2,81  | 14 |
| 10                        | Erwin Zanetti     | 2:6  | 513   | 204   | 2,51  | 2,70  | 12 |
| Turnierdurchschnitt: 5,42 |                   |      |       |       |       |       |    |